# Sabine Egger
Pour les articles homonymes, voir Egger.
 (mai 2019).
Si vous disposez d'ouvrages ou d'articles de référence ou si vous connaissez des sites web de qualité traitant du thème abordé ici, merci de compléter l'article en donnant les références utiles à sa vérifiabilité et en les liant à la section « Notes et références ».
Sabine Egger, née le 22 avril 1977 à Klagenfurt, est une skieuse alpine autrichienne, active de 1994 à 2005.

## Palmarès

### Coupe du monde
- Meilleur classement général : 17e en 1999.
- Vainqueur du classement du slalom en 1999.
- Deux succès en course (deux en slalom).
- Huit podiums

#### Saison par saison
- Coupe du monde 1999 :
  - Slalom : 1 victoire (Berchtesgaden (Allemagne))
- Coupe du monde 2000 :
  - Slalom : 1 victoire (Lienz (Autriche))

(État au 18 mars 2006)